# Def Jam Recordings
Def Jam Recordings là một hãng thu âm đa quốc gia của Mỹ, chuyên về các thể loại nhạc hip hop, R&B đương đại, và soul. Hãng được thành lập năm 1984 tại Thành phố New York, và hiện có trụ sở tại Manhattan. Def Jam Recordings là một công ty con của Universal Music Group. Hãng có chi nhánh ở Vương quốc Anh, Nam Phi và Nigeria.

## Lịch sử hãng ghi âm
Def Jam Recordings là một hãng thu âm nhạc hip hop được thành lập năm 1984 bởi Rick Rubin và Russell Simmons. Bản phát hành đầu tiên của Def Jam là đĩa đơn của nhóm nhạc punk-rock của Rubin, HOSE. Tuy nhiên, hãng thu âm nhanh chóng chuyển hướng sang nhạc hip hop, và phát hành các đĩa đơn của các nghệ sĩ như T La Rock, LL Cool J và Beastie Boys.
Để phục vụ thêm các nghệ sĩ R&B, Def Jam lập thêm nhãn phụ OBR Records (gọi tắt là Original Black Recordings). Nghệ sĩ thành công đầu tiên của OBR là Oran "Juice" Jones với ca khúc "The Rain". Vào năm 1991, sau khi hãng thu âm CBS sáp nhập vào mảng âm nhạc của Sony, Def Jam cũng trở thành một phần của tập đoàn Nhật Bản này. Đến năm 1992, dù có album của Public Enemy và EPMD bán hàng triệu bản, Def Jam gặp khó khăn tài chính lớn và đứng trước nguy cơ đóng cửa.
Vào năm 1994, hãng thu âm PolyGram mua lại 50% cổ phần của Def Jam. Hai hãng hợp tác với nhau trong mảng bán hàng và tiếp thị cho một số dự án phát thanh radio. Tuy nhiên, Def Jam vẫn giữ quyền tự chủ trong các mảng khác như sản xuất, video, quảng bá và PR. Vào năm 1995, PolyGram mua thêm 10% cổ phần Def Jam, nắm quyền kiểm soát nhiều hơn. Ngay sau đó, Rush Associated Labels được đổi tên thành Def Jam Music Group. Năm 1997, Def Jam mua 50% cổ phần Roc-A-Fella Records với giá khoảng 1,4 triệu đô. Hai ông chủ Roc-A-Fella, Jay-Z và Damon Dash, vẫn giữ quyền điều hành riêng, trong khi Def Jam chịu trách nhiệm phân phối và đồng quảng bá nhạc.
Năm 2000, hãng thu âm nhạc hip-hop Mỹ Def Jam mở chi nhánh tại Nhật Bản. Năm 2003, hãng thu âm Murder Inc. bị vướng vào bê bối rửa tiền từ buôn bán ma túy, khiến hãng bị hủy bỏ hợp đồng phân phối với Universal Music Group vào năm 2005. Cũng trong năm 2003, Murder Inc. và TVT Records ký hợp đồng phát hành album tái hợp của nhóm Cash Money Click. Tuy nhiên, việc phát hành album này bị trì hoãn do vướng mắc hợp đồng của Ja Rule, một trong những thành viên của nhóm. Tòa án phán quyết TVT thắng kiện và yêu cầu Def Jam bồi thường 132 triệu đô la. Tuy nhiên, sau đó, con số này được giảm xuống còn 126.000 đô la do hai bên đạt được thỏa thuận.
Những cổ phần còn lại của Roc-A-Fella Records đã được bán cho Island Def Jam vào năm 2004 với giá 10 triệu đô la. Một cuộc chiến đấu giá giành hợp đồng của Jay-Z bắt đầu, và Reid bổ nhiệm Jay-Z làm chủ tịch Def Jam vào ngày 8 tháng 12 năm 2004. Những cựu nhân viên kỳ cựu của hãng là LL Cool J và DMX (người đã có 5 album số 1 dưới banner Def Jam trong vòng 5 năm từ 1998 đến 2003), cũng như nghệ sĩ mới ký hợp đồng Joe Budden bày tỏ sự lo lắng về việc Jay-Z lãnh đạo hãng, và tất cả đều rời khỏi Def Jam kể từ đó.
Ngày 21 tháng 2 năm 2020, Paul Rosenberg đã từ chức Chủ tịch và Giám đốc điều hành của Def Jam. Thay thế ông là Jeffrey Harleston, Trưởng bộ phận Kinh doanh của Universal Music. Vào tháng 11 cùng năm, Def Jam hợp tác với Alex và Alec Boateng để thành lập một hãng spin-off mới tại Vương quốc Anh có tên gọi 0207 Def Jam thuộc EMI Records của Universal Music UK. Danh sách nghệ sĩ hiện tại của chi nhánh Anh Quốc chỉ có Stormzy. Def Jam cũng mở rộng sang Châu Phi với sự ra đời của Def Jam Africa.
Vào cuối tháng 10 năm 2022, Def Jam đã chấm dứt hợp tác với GOOD Music, hãng thu âm của Kanye West, do những phát ngôn gây tranh cãi của Kanye trên mạng xã hội và truyền thông đại chúng, bao gồm cả việc tranh cử tổng thống năm 2024, những phát ngôn mang tính bài Do Thái và phân biệt chủng tộc. Tuy nhiên, Kanye đã bị loại khỏi hãng sau khi phát hành album "Donda" vào ngày 29 tháng 8 năm 2021, tương tự với Pusha T sau khi phát hành album "It's Almost Dry" vào ngày 22 tháng 4 cùng năm, khiến album "You Can't Kill Me" của 070 Shake trở thành bản phát hành cuối cùng dưới sự hợp tác GOOD/Def Jam.
Vào ngày 31 tháng 10 năm 2023, Jeezy đã hoàn thành hợp đồng với hãng và Def Jam cũng đã ký hợp đồng với rapper Wale đến từ Washington, D.C.

## Nghệ sĩ
- Danh sách các nghệ sĩ hiện tại của Def Jam Recordings
- Danh sách các nghệ sĩ trước đây của Def Jam Recordings

## Liên kết khác
- Phỏng vấn với Shakir Stewart, HitQuarters Nov 5